# Vestibulando (TV Cultura)
O programa estreou em 5 de agosto de 1985 com a proposta de preparar estudantes para concorrer a uma vaga na faculdade, ou seja, dar preparação para o vestibular.
Era ambientado em cenário similar a uma sala de aula, com lousa metálica, uso de um microcomputador e professores das mais variadas matérias, que se revezavam.Quatro pessoas passaram pela apresentação do programa. A atriz Glauce Graieb foi a primeira a apresentar o Vestibulando,seguida pelo professor de geografia Paulo Sartori. Em 1992 o programa foi reeditado,e a apresentação ficou a cargo de Fanny Guimarães e Letícia Scarpa.
O programa Vestibulando da Tv Cultura, que funcionava como importante ferramenta no preparo para os exames vestibulares mais concorridos, representando uma formidável forma de difusão do conhecimento em São Paulo e outros estados contemplados com a transmissão da TV Cultura de São Paulo. Vestibulandos que chegaram a ingressar nas mais prestigiadas universidades do Brasil, reconheceram a contribuição da saudosa série em suas aprovações. É o caso de Gilberto Cavalcante, noticiado pela Revista Época, que estudou pela série e ingressou no prestigiado Instituto de Física de São Carlos, da USP, uma das melhores universidades do mundo.
Apesar de poucos recursos digitais ou eletrônicos, a série era, de modo geral, considerada de excelente qualidade. O programa tinha uma hora de duração, com quatro matérias de 15 minutos.As aulas eram ministradas por professores especializados, pertencentes aos principais cursos preparatórios de São Paulo.

## Disciplinas, Professores e Quantidade de aulas
Durante os anos 90 em que o programa estava fazendo sucesso entre os estudantes, a VIDEOCULTURA (antecessora à Cultura Marcas, que vendia as fitas dos programas da TV Cultura) lançou todas as aulas em vídeo. Das 800 videoaulas, Fanny Guimarães apresentou 360 aulas e Letícia Scarpa apresentou AS 540 videoaulas restantes que veiculou no canal aberto da TV CULTURA da fundação Padre Anchieta. A TV Cultura lançou 90 fitas VHS, distribuídas pela própria TV Cultura, Apel, FrontLog, Nitta's, mas essa material não cobriu todo o conteúdo que foram veiculados por mais de uma década no canal aberto. Por exemplo: das  80 aulas de língua inglesa do professor Sidney Campos, só foram lançadas 40 videoaulas; de História do Brasil, foram lançadas apenas 36 aulas apresentadas no primeiro bloco da apresentadora Fanny Guimarães; faltaram 2 aulas de Redação do Professor Ary; também as aulas de Ondas da disciplina de Física, do professor Ricardo Helou Doca não foram publicadas em fitas VHS.  
A partir de 2002,a TV Cultura começou a transmitir uma nova versão do Vestibulando, denominada Vestibulando Digital,que acabou sendo comercializado em DVD pela Cultura Marcas. Este produto, decepcionou fãs da série clássica, por não contar com os mesmos professores da série e, principalmente, por apresentar as matérias em tópicos excessivamente resumidos, prestando-se, no máximo, para uma breve revisão. A série dos anos 80 e 90, ao contrário, apresentava um satisfatório aprofundamento das matérias.